# Ральф Торрес
Ральф Деліон Герреро Торрес (англ. Ralph Deleon Guerrero Torres; нар. 6 серпня 1979) — американський політик, член Республіканської партії. Губернатор Північних Маріанських Островів з 29 грудня 2015 до 9 січня 2023 року.

## Біографія
Народився 6 серпня 1979 року на острові Сайпан. За національністю — чаморро. Середню та вищу освіти здобував в Айдахо. Має ступінь бакалавра з політичних наук.
У 2008 році переміг на виборах до Палати представників Північних Маріанських островів, а у 2010 році пройшов до Сенату Північних Маріанських острові. У січні 2015 року обійняв посаду лейтенант-губернатора Північних Маріанських островів. Після смерті чинного губернатора Ілоя Іноса став губернатором Північних Маріанських островів 29 грудня 2015 року.
На посаді губернатора Торрес затвердив законопроєкт, згідно з яким стягується акцизний податок у розмірі 1000 доларів за придбання зброї. Це найбільший податок на продаж зброї у США.

### Особисте життя
Торрес одружений з Діанн Мендіолою Туделою. У пари є шестеро дітей.
У лютому 2018 року компанія Bloomberg BusinessWeek повідомила, що Торрес та його сім'я отримали мільйони доларів з платежів з казино Imperial Pacific у Гонконзі.